# 오노촌 (오이타현 히타군)
오노촌(小野村)은 오이타현 히타군에 있던 촌이다. 현재의 히타시에 해당한다.

## 역사
- 1889년 4월 1일 - 정촌제 시행에 의해 히타군 히가시아리타촌이 성립하였다.
- 1955년 3월 31일 - 히타시에 편입해, 동일 히가시아리타촌은 폐지되었다.

## 참고문헌
- 角川日本地名大辞典 44 大分県
- 『市町村名変遷辞典』東京堂出版、1990年。